# Отто (герцог Брауншвейг-Вольфенбюттеля)
Отто Мягкий (24 июня 1292 — 30 августа 1344, Гёттинген) — герцог Брауншвейг-Люнебурга в 1318—1344 годах, правил в Брауншвейге.

## Биография

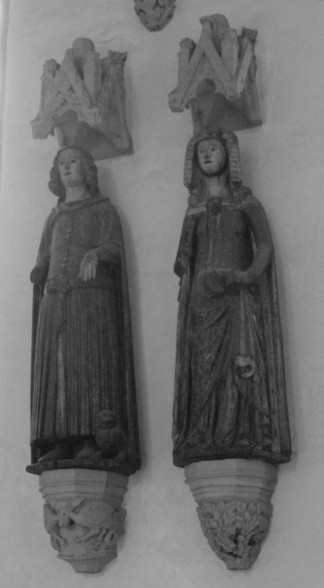
Отто Мягкий и его жена Агнесса

Отто был старшим сыном Альбрехта II, герцога Брауншвейг-Люнебургского. Отто и его братья стали наследниками  титула и земель после  смерти отца  в 1318 году. Отто был опекуном своих братьев, пока они не достигли совершеннолетия.
Первой супругой Отто была Ютта (ум. в 1317 году), дочь Генриха I, ландграфа Гессенского. В 1319 году он женился на Агнессе (1297–1334), дочери Германа, маркграфа Бранденбурга. От первого брака у него была одна дочь, Агнесса (ум. в 1371 году).
В 1323 году он получил Альтмарк у Бранденбурга в качестве наследства своей жены; он продал его в 1343 году, когда ему не удалось установить там контроль.
Отто умер в 1344 году в Гёттингене.